# Tor Sapienza

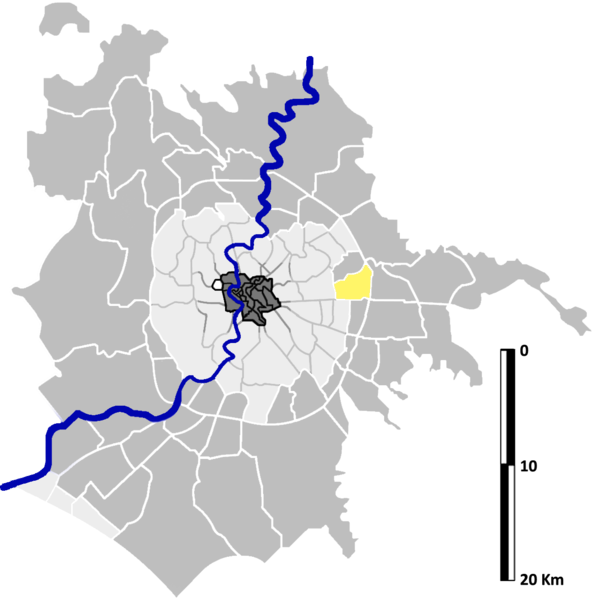
Localisation de Tor Sapienza sur la carte administrative de Rome.

Tor Sapienza est une zona di Roma (zone de Rome) située à l'est de Rome dans l'Agro Romano en Italie. Elle est désignée dans la nomenclature administrative par Z.VIII et fait partie du Municipio IV et Municipio V. Sa population est de 5 564 habitants répartis sur une superficie de 21,41 km2.
Il forme également une « zone urbanistique » désigné par le code 7.c, qui compte en 2010 : 12 648 habitants.

## Lieux particuliers
- Église San Vincenzo de' Paoli (1912)
- Église Santa Maria Immacolata alla Cervelletta
- Église Sant'Anna a Tor Tre Teste,
- Église Nostra Signora di Częstochowa
- Église San Cirillo Alessandrino